# Cassidulina
De Cassidulina zijn een superfamilie van zee-egels (Echinoidea) uit de orde Cassiduloida. De superfamilie omvat slechts één familie van recente zee-egels.

## Families
- Cassidulidae L. Agassiz & Desor, 1847